# Xylopia nitida
Xylopia nitida Dunal – gatunek rośliny z rodziny flaszowcowatych (Annonaceae Juss.). Występuje naturalnie w Peru, Ekwadorze, Kolumbii, Wenezueli, Gujanie, Surinamie, Gujanie Francuskiej oraz Brazylii (w stanach Acre, Amazonas, Pará, Maranhão, Mato Grosso do Sul i Mato Grosso). 

## Morfologia
PokrójZimozielone drzewo dorastające do 5 m wysokości.
LiścieMają eliptyczny kształt. Mierzą 6,5–9,5 cm długości oraz 2,5 szerokości. Nasada liścia jest rozwarta. Wierzchołek jest spiczasty. Ogonek liściowy jest nagi i dorasta do 5–7 mm długości.
OwoceZłożone z 9–12 rozłupni. Mają liniowy kształt. Osiągają 14–25 mm długości oraz 4–5 mm średnicy.

## Biologia i ekologia
Rośnie w wiecznie zielonych lasach i lasach liściastych. Występuje na wysokości do 700 m n.p.m.